# Alfred Brendel
Alfred Brendel (n. 5 ianuarie 1931, Loučná nad Desnou⁠(d), regiunea Olomouc, Cehia – d. 17 iunie 2025, Londra, Anglia, Regatul Unit) a fost un pianist austriac, născut în Cehoslovacia, ulterior rezident în Marea Britanie. A fost unul dintre cei mai importanți pianiști de muzică clasică din a doua jumătate a secolului al XX-lea, renumit ca interpret al muzicii lui Haydn, Mozart, Beethoven, Schubert, Brahms și Liszt.